# ریچارد استپلی
ریچارد استپلی (انگلیسی: Richard Stapley؛ ‏ ۲۰ ژوئن ۱۹۲۳ – ۵ مارس ۲۰۱۰) با نام هنری ریچارد وایلر بازیگر و مؤلف اهل بریتانیا بود.
از فیلم‌ها یا برنامه‌های تلویزیونی که وی در آن نقش داشته است، می‌توان به زنان کوچک، هدف صفر، رتلر کید، عقرب، جنون، صبحانه در تیفانی، روز دی ششم ژوئن، دختری از ریو و سه تفنگدار اشاره کرد.